# Musée d'histoire de La Chaux-de-Fonds
Le Musée d'histoire de La Chaux-de-Fonds est un musée historique situé dans la plus grande ville du canton de Neuchâtel.
Le Musée d'histoire fait partie des trois musées du parc, offrant une porte d'entrée sur l'histoire de la ville de La Chaux-de-Fonds et de sa région.
L'histoire du Musée d'histoire est liée à la constitution de collections à visée pédagogique. À l'origine rassemblées par le Cercle patriotique de l'Union et par la Commission d'Éducation de la Ville, les collections historiques (estampes, armes et mobilier) et numismatiques intègrent la Villa Sandoz en 1923, maison bourgeoise qui abrite toujours l'institution.

## L'origine des collections
Les collections historiques de la Ville se constituent grâce au Cercle patriotique de l'Union, fondé vers 1831. À la suite de la révolution républicaine menée par Alphonse Bourquin en 1831, le cercle de l'Union, en cherchant à dissimuler ses activités politiques et républicaines afin d'échapper à la surveillance des autorités prussiennes, développe des activités scientifiques et donne en 1844 ses collections d'histoire naturelle à la Commission d'Éducation de la Ville de La Chaux-de-Fonds pour en faire un musée public. Adopté en 1846, le règlement décrit la composition des collections : "1. Les collections qui font l'objet du Musée se composent essentiellement des productions du Jura, de la plaine suisse et des Alpes ; 2. Toutefois seront admissibles dans les Collections du Musée, tous les objets d'histoire naturelle des pays étrangers, les plantes exotiques cultivées dans les jardins du pays, et tous les minéraux et pierres précieuses brutes ou taillées, principalement ceux qui sont applicables à la fabrique d'horlogerie ; tous les objets d'art ou d'industrie relatifs au pays et à son histoire, ainsi que ceux qui peuvent intéresser l'étude de l'ethnographie en général."
Le pharmacien érudit Célestin Nicolet, cheville ouvrière de la bibliothèque et du premier musée de La Chaux-de-Fonds, est également le conservateur des diverses collections d'histoire naturelle et d'histoire locale. Un changement de dénomination intervient en 1867: le musée devient Musée historique et Médaillier, mais ce n'est qu'en 1876 que le budget scolaire permet de fonder un petit musée. Tous les objets issus des collections du Cercle de l'Union et de la Commission d'éducation sont installés dans le nouveau bâtiment du Collège industriel, abritant aujourd'hui la Bibliothèque de la Ville. Le Collège industriel regroupe alors l'école, la bibliothèque et les musées. Toutes sortes de collections y sont conservées : des tableaux, des sculptures, des animaux empaillés, des fossiles, des collections ethnographiques, des objets et des documents liés à l’histoire régionale. Cette collection disparate a un but pédagogique puisque le musée est alors principalement destiné aux élèves du Collège industriel et n’ouvre au public que le dimanche après-midi. Dès lors, les collections historiques et numismatiques sont exposées dans le sous-sol du Collège industriel, avec les collections de peintures et de sciences naturelles, la bibliothèque et l'École d'arts appliqués. 
À la fin du XIXe siècle, le Musée historique et Médaillier se sépare du Musée scientifique et de ses collections d'histoire naturelle. De ressort de la commune de La Chaux-de-Fonds à partir de 1905, la gestion du Musée historique est confiée à une sous-commission du Musée historique et Médaillier, qui bénéficie désormais d'une plus grande autonomie. Ses tâches consistent alors à: "vouer aux collections historiques un plus grand intérêt […], à s'occuper sérieusement du classement et de la conservation des objets acquis, et à travailler […] à l'accroissement des collections".

## Le Musée historique dans la Villa Sandoz
Au début du XXe siècle, les collections sont déjà à l'étroit et la sous-commission du Musée historique et Médaillier œuvre pour obtenir des salles supplémentaires, soit dans le Collège, soit dans un nouveau bâtiment. 
En 1921, le Conseil communal acquiert la propriété Courvoisier-Sandoz, composée de la villa et du parc adjacent, que le négociant Edouard Sandoz-Gendre avait fait construire en 1849 par l'architecte Auguste de Meuron. Les héritiers de la famille Sandoz cherchant à s'en défaire, la Ville l'achète pour la somme de CHF 220'000, (soit moins de la moitié du budget alloué pour la construction du Musée des beaux-arts,.) et y installe le Musée historique et Médaillier.
À la suite d'un don de CHF 30'000 de la part du Bureau de contrôle des métaux précieux, le Musée historique et Médaillier est inauguré le 28 mai 1923 à la Villa Sandoz.
Le discours d'inauguration d'Albert Michaud, président de la Commission du Musée historique, signale la volonté de créer un lieu ouvert à la population : "Ce que nous voudrions que notre musée puisse faire revivre dans notre imagination, ce sont les habitations, les mœurs, les petites industries des premiers habitants du pays. […] Si notre Musée ne possède pas de souvenirs historiques d'une très grande valeur, par contre certaines sections sont représentées largement grâce à des dons nombreux et importants, car il faut le dire en passant, les moyens financiers mis à disposition du comité sont excessivement modestes et notre musée n'a jamais pu compter que sur la générosité des personnes qu'il intéressait."
Pour maintenir la mémoire des pratiques et des traditions liées à la région, le Musée présente des tableaux, des gravures, des documents, des photographies, des monnaies et des médailles, des costumes, des objets de toilette et des ustensiles, des armes et des équipements militaires. C'est aussi à ce moment que des intérieurs neuchâtelois, appelés chambres paysannes, sont installées à l'étage noble de la villa ainsi que la cuisine et des encadrements en pierre au rez-de-chaussée. Pendant une courte durée, une collection d'objets ethnographiques est aussi exposée, mais celle-ci sera installée dans une salle du Musée des beaux arts après-coup.
Plusieurs réaménagements du parc et de ses alentours redessinent les environs du Musée historique. Le Musée des beaux-arts est inauguré en 1926 : les collections de peinture de la Société des Amis des Arts y sont mises en valeur. La construction du Musée international d'horlogerie en 1974 donne au parc son allure actuelle ; l'institution se déploie au-dessous du Musée historique et Médaillier. 
La Villa Sandoz n'est pas uniquement un lieu d'exposition puisque son salon, avec des éléments de mobilier provenant de la famille de Sophie Mairet, fondatrice de l'Hôpital de la ville, accueille les séances du Conseil communal et les hôtes officiels de la Ville. Parmi eux, le Général Guisan en 1949, le Conseiller fédéral Max Petitpierre en 1956 ou l'Abbé Pierre en 1957 y sont reçus par le Conseil communal. Pendant plusieurs années, l'identité du musée est double: écrin historique du passé et lieu de représentation politique.
Jusque dans les années 1960, les collections sont exposées sans véritable distinction entre les notions d'exposition et de réserves. Suivant une pratique courante à cette époque, les objets sont alignés, voire amassés, sans mise en perspective. Différents éléments provenant de fermes de la région sont remontés dans le musée, rendant la cohérence architecturale et stylistique du bâtiment peu lisible. S'ils sont intéressants pour l'étude de la vie rurale des Montagnes aux XVIIe et XVIIIe siècles, ces intérieurs dénaturent la maison bourgeoise originelle. Le patrimoine agricole et artisanal de la région est valorisé, depuis la création du Musée paysan et artisanal en 1971, dans une ancienne ferme du XVIIe siècle.

## Projets de rénovations
Une réflexion de fonds sur les trois musées de la ville (historique, beaux-arts et histoire naturelle) est opérée par les autorités. Le muséologue et directeur de l'ICOM Georges-Henri Rivière est mandaté par le Conseil communal pour établir un inventaire des biens culturels de La Chaux-de-Fonds et développer leur mise en valeur. Il dénonce en 1963 "l'entassement à l'ancienne mode", ainsi que "l'impression trop émiettée du développement historique" du musée. Rivière rédige un Rapport sur le développement des musées de La Chaux-de-Fonds dans lequel il propose des solutions pour une présentation plus moderne et scientifique de l'histoire régionale. "Ainsi réorganisé, le Musée historique répondrait pleinement à sa mission: préserver et conserver de précieux éléments du patrimoine historique, constituer un moyen d'étude à la disposition des chercheurs, donner une leçon d'histoire à l'usage de la population locale et de sa jeunesse scolaire et aussi des touristes; contribuer de différentes manières à l'accueil des hôtes de la ville."
Sa critique de la présentation des collections au Musée d'histoire motive d'importants travaux de transformation. Un crédit de CHF 80'000 est accordé par le Conseil général et fort du soutien de dons de particuliers, les travaux peuvent commencer. Entre 1964 et 1967, le rez-de-chaussée et le premier étage sont restructurés et les combles réaménagées pour accueillir les expositions temporaires. Ces changements muséographiques, qui interviennent sous l'impulsion du conservateur Tell Jacot, sont toutefois surtout d'ordre esthétique; l'attention est davantage portée à l'embellissement des objets et des salles du musée.
Dans un rapport rédigé au début des années 1980, Jean-Pierre Jelmini, conservateur du Musée d’Histoire et des Archives anciennes de la Ville de Neuchâtel, décrit la présentation des collections du Musée historique et Médaillier comme un "esthétisme pur, au détriment de la rigueur scientifique". Il commente avec humour "L'apparition de fleurs en matière plastique dans des vitrines contenant de très beaux objets du XVIIIe ou XIXe siècle est pour le moins surprenante. De même un tissu aux motifs provençaux dans la chambre de l'horloger jurassien." et parle des "restaurations excessives, voire des massacres d'objets sacrifiés à la présentation."
Durant les décennies suivantes, l'exposition permanente ne change pas beaucoup faute de moyens financiers et les thématiques liées à l'histoire urbaine sont uniquement abordées à travers les expositions temporaires. On commence toutefois à poser un regard renouvelé sur les collections et la muséographie et à œuvrer pour une professionnalisation de la gestion du musée. Un poste de conservateur salarié est créé en 1981 et l'institution prend le nom de Musée d'histoire en 1997, à la suite d'une décision de la Commission. L'historienne Sylviane Musy occupe le poste de conservatrice de 1981 à 2018 et Francesco Garufo, historien des phénomènes migratoires, lui succède en 2018.  
La professionnalisation se poursuit à partir de 2010 avec l'engagement de collaborateurs scientifiques dans les domaines de l'inventaire, de la gestion des collections et de la médiation culturelle. Les bases scientifiques et humaines sont ainsi réunies pour envisager une rénovation complète de l'institution. Celle-ci est aussi favorisée par la reconnaissance UNESCO de l'urbanisme horloger des villes de La Chaux-de-Fonds et du Locle en 2009, puis par la gestion concertée des musées de la Ville et la volonté de renforcer la complémentarité des trois musées du parc. Des études architecturales et muséographiques sont réalisées dès 2004 et aboutissent le 29 mars 2010 par l'acceptation du crédit de rénovation par le Conseil général de la Ville. L'Union démocratique du Centre (UDC) lance un référendum pour soumettre cet important projet à la population. La votation du 26 septembre 2010, qui aura suscité un vaste débat sur la place de la culture dans la société, présente un résultat sans équivoque: 61.2% des votants acceptent le crédit de CHF 3,5 millions. La muséographie bénéficie par ailleurs de l'apport de CHF 500'000 que la Société des amis du Musée d'histoire récolte auprès de privés. Le Musée ferme donc ses portes le 31 décembre 2010 pour une durée de 4 ans : avant de commencer le chantier de rénovation, il faut conditionner, pré-inventorier et déménager toutes les collections dans des dépôts extérieurs.  
Le calendrier de réouverture est tenu: les 18 et 19 octobre 2014 le nouveau Musée d'histoire est inauguré lors d'une grande fête populaire. Avec une exposition permanente complètement renouvelée, le musée met l'accent sur l'histoire urbaine et traite pour l'essentiel la période allant de la fin du XVIIIe siècle à nos jours. Le parcours muséographique se concentre sur les hommes et les femmes qui ont fait et qui font La Chaux-de-Fonds et évoque les aspects économiques, politiques, sociaux, culturels et religieux qui ont façonné la ville. L'évolution de l'identité du Musée d'histoire, depuis presque 100 ans dans le même bâtiment, vit un profond repositionnement, en passant d'un musée de collections à un musée d'histoire urbaine.

## Collections du Musée d'histoire

Quelques objets des collections du Musée
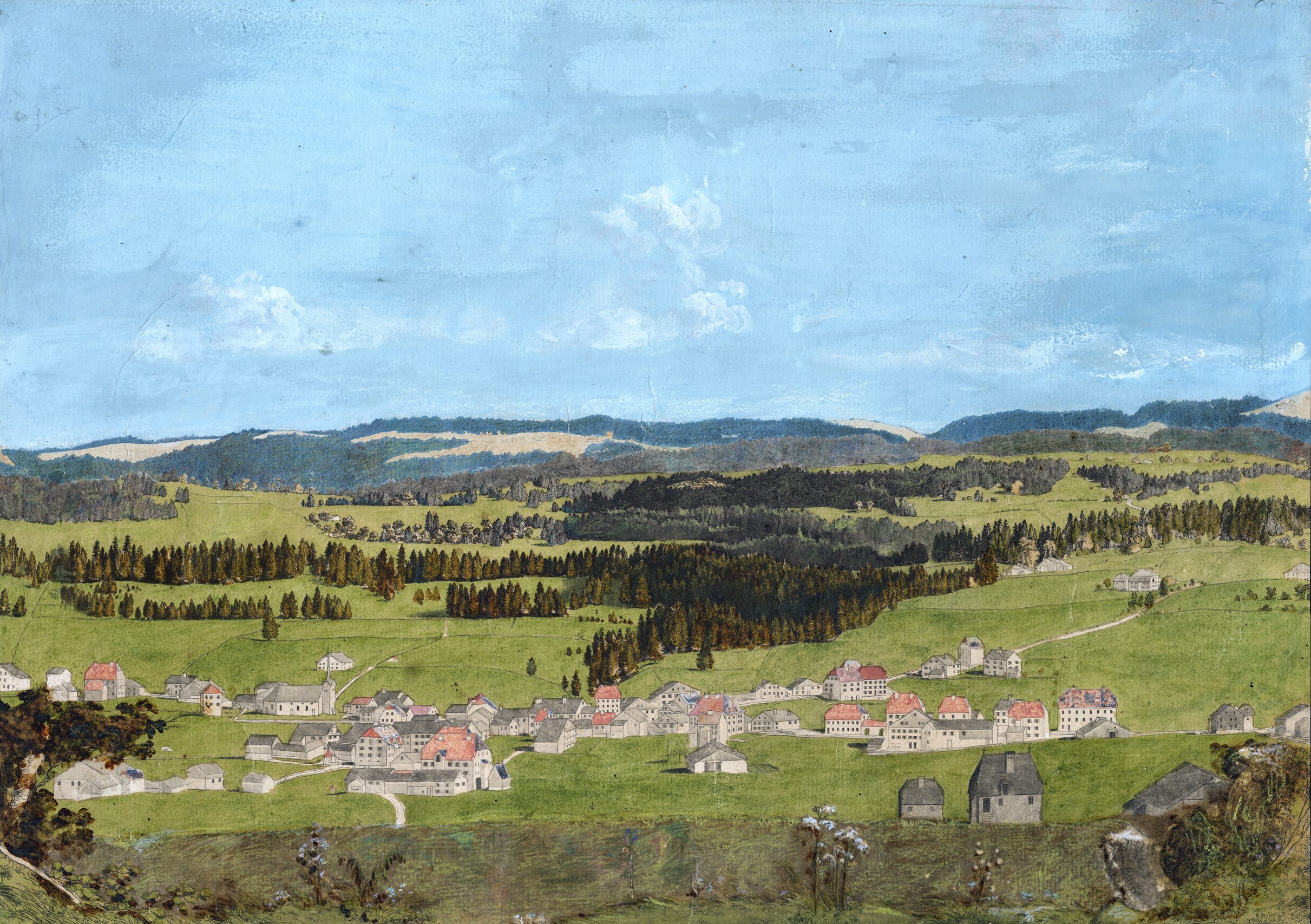
Henry Courvoisier-Voisin, Deuxième Vuë (sic) de la Chaux de Fonds prise du Côté du Nord ou des Endroits en 1787, gravure sur papier (29.5 x 41.2 cm)
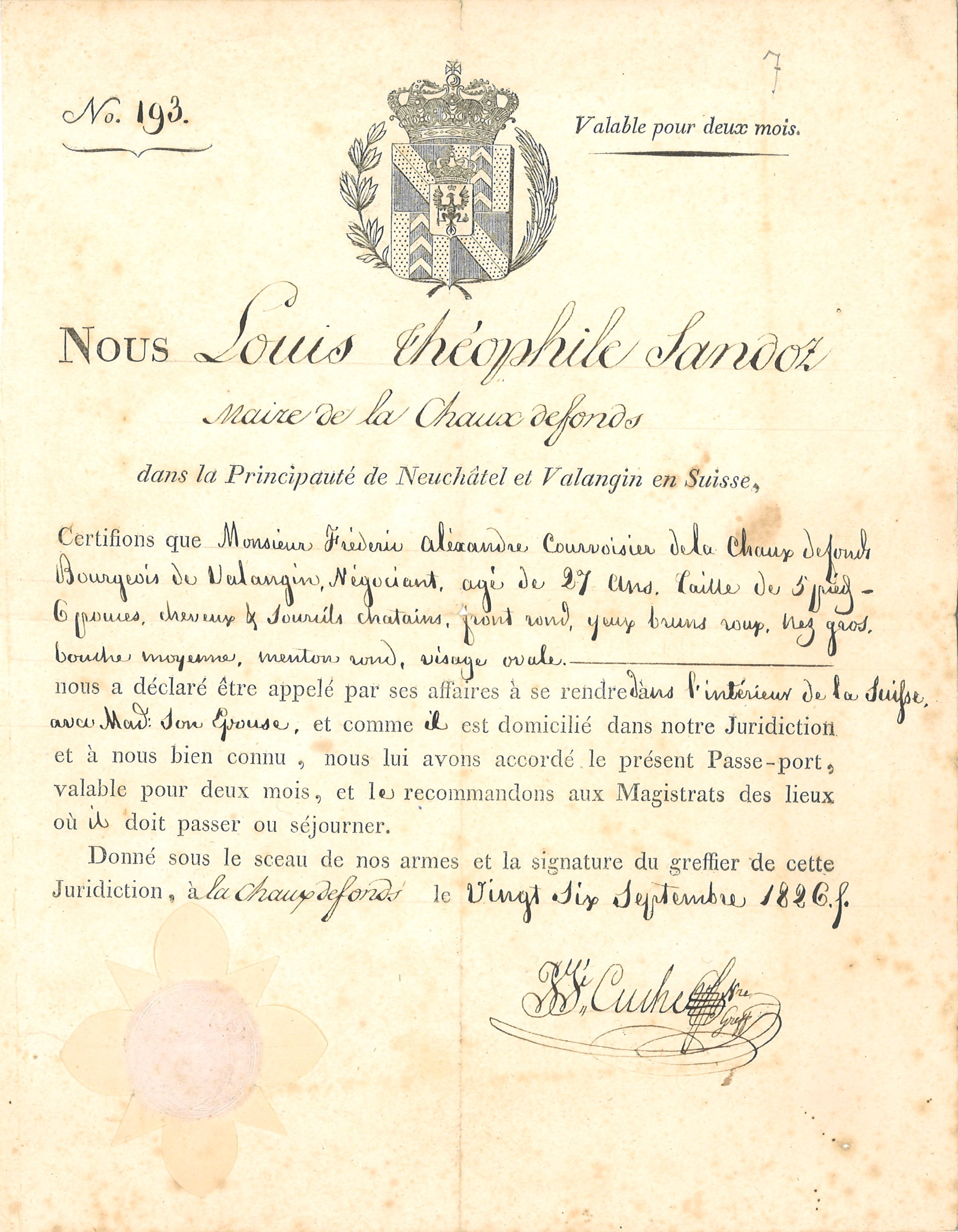
Passeport au nom de Frédéric Alexandre Courvoisier, signé par Louis Théophile Sandoz, maire républicain de La Chaux-de-Fonds, le 26 septembre 1826. Formulaire pré-imprimé et complété de manière manuscrite. (25.1 x 19.9 cm)
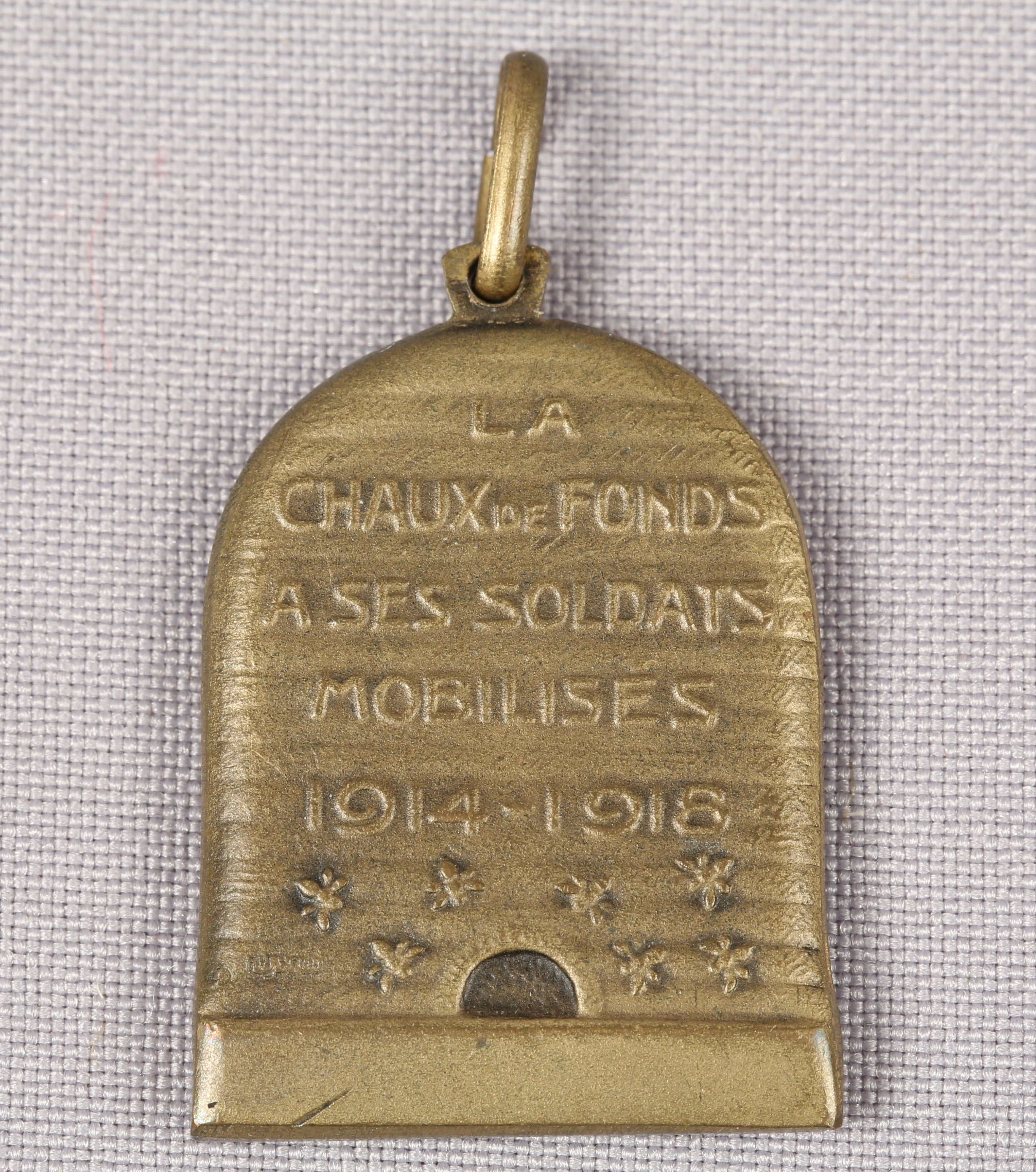
Médaille en laiton en forme de ruche. Souvenir de mobilisation des soldats chaux-de-fonniers pendant la Première guerre mondiale. (0.3 x 2.3 x 3.8 cm)
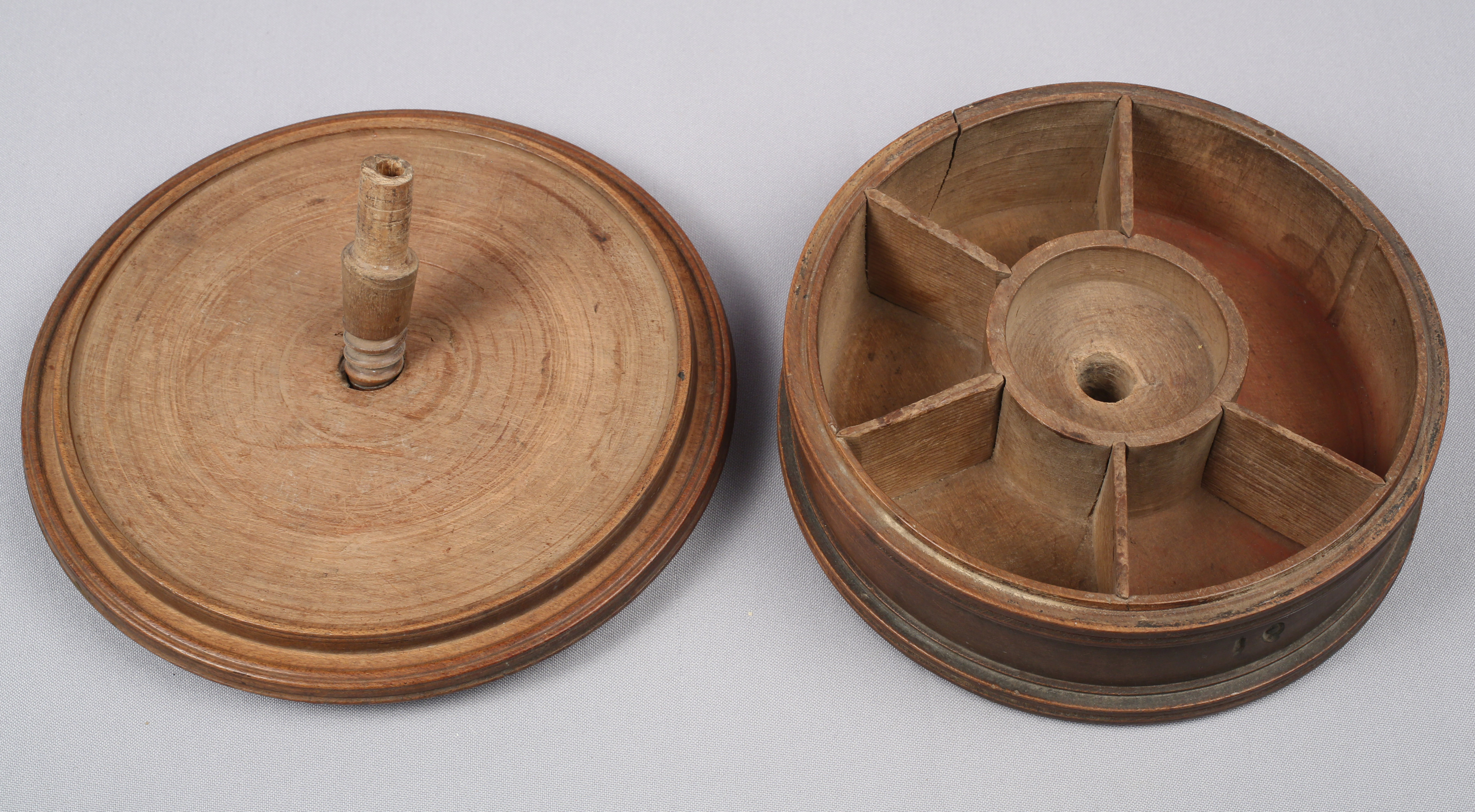
Boîte à épices en bois tourné, ronde, avec 5 compartiments. (6.8 x 18.4 x 18.4 cm)
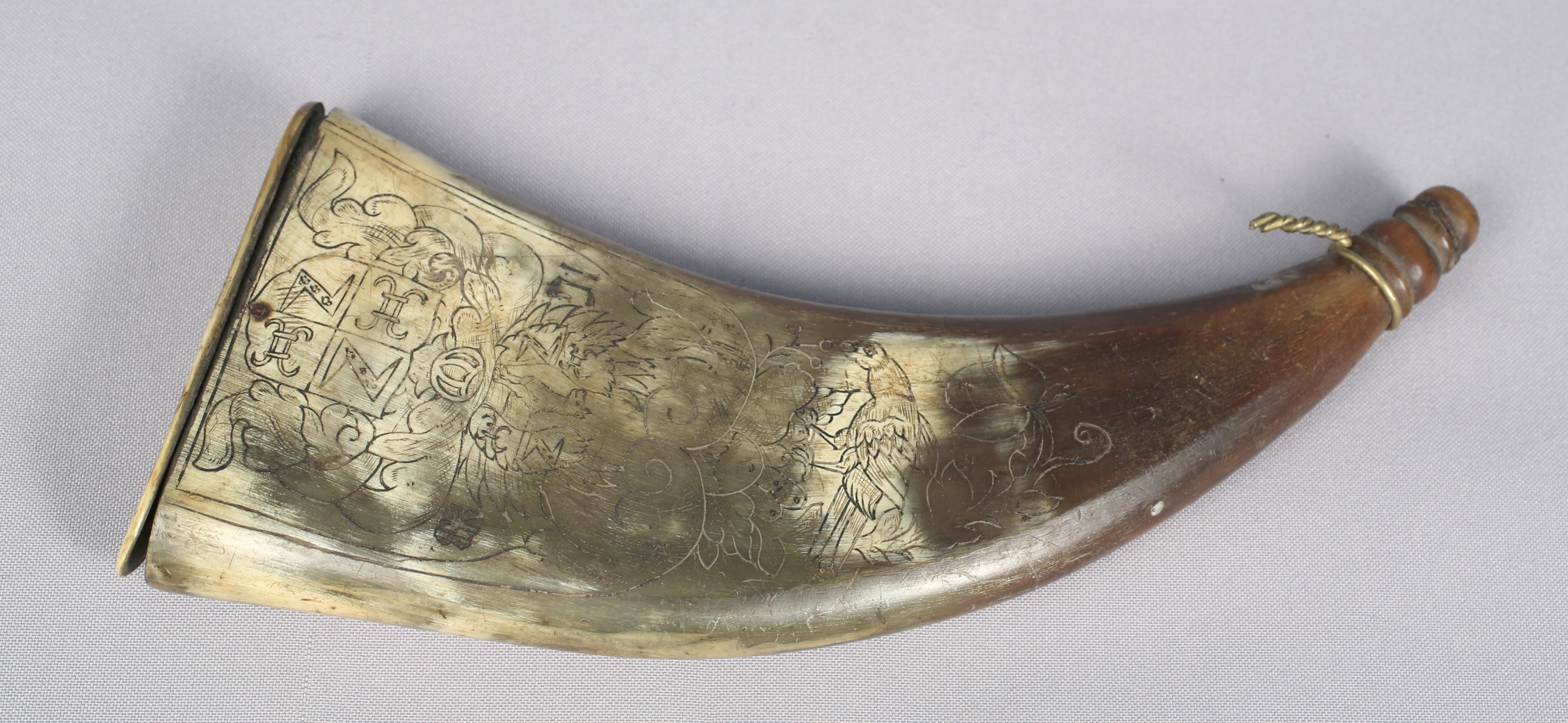
Corne à poudre en corne gravée sur les deux côtés. (22.3 x 12 x 2.2 cm)
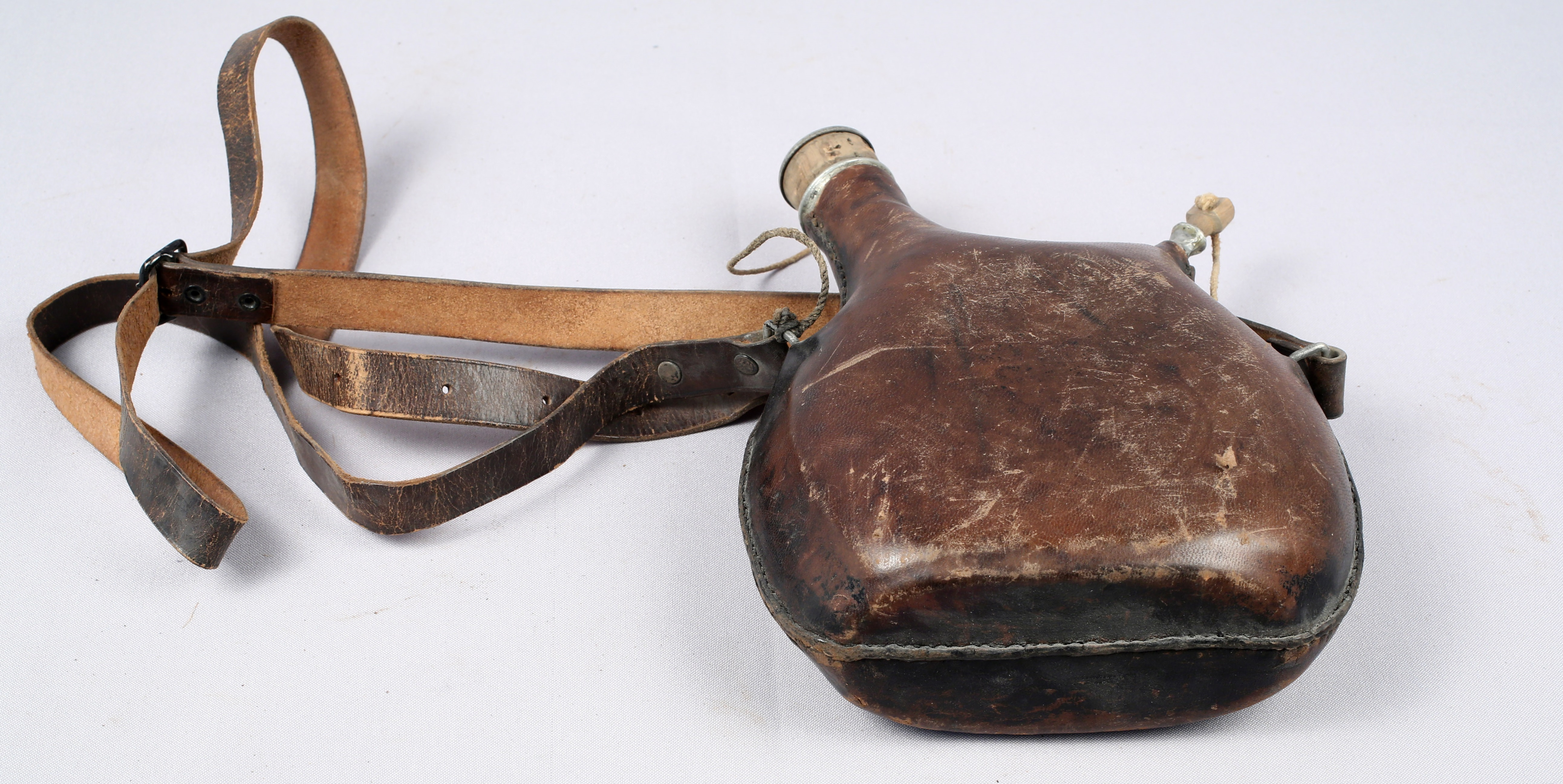
Gourde composée d'une bouteille en métal recouverte de cuir. Double embout. (7 x 17.4 x 23.8 cm)

### Objets du quotidien
Les objets du quotidien constituent la plus grande partie des collections du Musée d'histoire. Objets plus ou moins modestes, plus ou moins précieux, ils racontent la vie de tous les jours, de la bourgeoisie et des classes ouvrières et populaires, essentiellement aux XIXe et XXe siècles. Parmi les objets domestiques ou liés à la vie associative, culturelle et sportive, on trouve notamment de la vaisselle, des outils artisanaux, des vêtements, des jeux et jouets, de l'équipement sportif, des trophées de tir, de gymnastique ou de chant.

### Gravures, dessins et peintures
Si le Musée des beaux-arts de la ville conserve l'essentiel des œuvres d'art plastique, le Musée d'histoire possède un certain nombre d’œuvres parmi lesquelles figurent des gravures des frères Girardet ou d'Henry Courvoisier-Voisin ainsi que des vues générales et des portraits de notables de la ville.

### Documents historiques
Le Musée conserve une importante collections de documents liés à l'histoire de la ville: des milliers de cartes postales et autant de photographies anciennes, auxquelles il faut ajouter des tracts et des imprimés relatant la vie politique et associative à La Chaux-de-Fonds.

### Numismatique
Anciennement appelé Musée historique et médaillier, le Musée possède une importante collections de pièces de monnaie anciennes et surtout de médailles. La politique d'acquisition n'en collectionne plus activement, mais cherche toutefois à compléter la collection, essentiellement composée de médailles commémoratives, de tir, de gymnastique et de chant.

### Mobilier
Avant la rénovation de 2014, le Musée d'histoire présentait de nombreux éléments de mobilier: des armoires, des tables, des chaises et des coffres notamment. À la suite des choix muséographiques opérés, il n'est plus actuellement possible de les exposer en permanence, et ceux-ci sont dès lors conservés dans des dépôts extérieurs.

### Politique d'acquisition
Depuis la réouverture en 2014, le Musée traite les thèmes suivants liés à l'histoire de la ville: 
- La Chaux-de-Fonds comme village puis comme ville
- L'urbanisme horloger
- Le monde ouvrier et le patronat
- La vie économique
- Le mécénat horloger et les arts vivants
- L'ouverture de la ville sur le monde

Le Musée cherche par ailleurs à collectionner et à conserver des objets et des images liés à : 
- La vie économique, politique et sociale, les tentatives de diversification industrielle
- Les commerces locaux, les événements commerciaux comme la foire commerciale MODHAC, la Braderie, etc.
- Les loisirs, les fêtes locales et les sports
- La vie quotidienne
- Les vêtements et les uniformes
- Les infrastructures urbaines
- Les bâtiments publics et privés
- Les moyens de transport et de communication